# Tratatul de la Paris (1810)
Tratatul de la Paris, semnat la 6 ianuarie 1810, a pus capăt Războiului Franco-Suedez după înfrângerea Suediei de către Rusia, un aliat al Franței, în Războiul Finlandei din 1808–1809.

## Istorie
Rusia a fost aliatul Suediei în cea a treia și a patra coaliție împotriva Franței, dar, după înfrângerea Rusiei la Friedland, s-a alăturat Franței și a atacat Suedia pentru a o obliga să se alăture Sistemului Continental al lui Napoleon I. Rezultatul principal al tratatului a fost acordul Suediei de a se alătura Sistemului Continental, astfel încât Suedia să nu mai facă comerț cu Regatul Unit.
La scurt timp după semnarea tratatului, la 21 august 1810, unul dintre mareșalii lui Napoleon, Jean-Baptiste Bernadotte, a fost ales prinț moștenitor al Suediei și a fondat Casa Bernadotte, care a rămas Casa Regală a Suediei. Pacea rezultată în urma tratatului a durat până la refuzul lui Napoleon de a permite Suediei să anexeze Norvegia, aflată atunci sub suveranitatea Danemarcei, un aliat al Franței. Acest lucru a fost urmat, în ianuarie 1812, de ocuparea de către Franța a Pomeraniei suedeze pentru încălcarea sistemului continental, deoarece Suedia încă făcea comerț cu Regatul Unit. În aprilie 1812, Suedia a semnat Tratatul de la Petersburg cu Rusia împotriva Franței.